# Amstel Gold Race 2003
La 38e édition de la course cycliste, l'Amstel Gold Race a eu lieu le 20 avril 2003 et a été remportée par le Kazakh Alexandre Vinokourov.

## Présentation

### Équipes
L'Amstel Gold Race figure au calendrier de la Coupe du monde de cyclisme sur route 2003.
On retrouve un total de 25 équipes au départ, 23 faisant partie des GSI, la première division mondiale, et les deux dernières des GSII, la seconde division mondiale.
| Groupes sportifs I (23)- Fassa Bortolo - Lotto-Domo - Quick Step-Davitamon - CSC - iBanesto.com - ONCE-Eroski - Cofidis-Le Crédit par Téléphone - Team Coast - Gerolsteiner - Telekom - Alessio - Domina Vacanze-Elitron - Rabobank - Lampre - Saeco - Phonak Hearing Systems - US Postal Service-Berry Floor - Brioches La Boulangère - Palmans-Collstrop - Landbouwkrediet-Colnago - Fakta - Vini Caldirola-Saunier Duval - Jean Delatour Groupes sportifs II (2)- Marlux-Wincor Nixdorf - Bankgiroloterij |
| |

## Classements

### Classement de la course
| \| Classement général \| Classement général \| Classement général \| Classement général \| Classement général \| \| Coureur \| Coureur \| Pays \| Équipe \| Temps \| \| ------------------ \| ------------------------ \| ------------------ \| ----------------------------- \| ------------------ \| \| 1er \| Alexandre Vinokourov \| Kazakhstan \| Telekom \| 6 h 01 min 03 s \| \| 2e \| Michael Boogerd \| Pays-Bas \| Rabobank \| + 4 s \| \| 3e \| Danilo Di Luca \| Italie \| Saeco \| + 4 s \| \| 4e \| Davide Rebellin \| Italie \| Gerolsteiner \| + 4 s \| \| 5e \| Matthias Kessler \| Allemagne \| Telekom \| + 4 s \| \| 6e \| Francesco Casagrande \| Italie \| Lampre \| + 6 s \| \| 7e \| Michele Scarponi \| Italie \| Domina Vacanze-Elitron \| + 6 s \| \| 8e \| Lance Armstrong \| États-Unis \| US Postal Service-Berry Floor \| DQ \| \| 9e \| Ángel Vicioso \| Espagne \| ONCE-Eroski \| + 12 s \| \| 10e \| Igor Astarloa \| Espagne \| Saeco \| + 20 s \| \| 11e \| Sergueï Ivanov \| Russie \| Fassa Bortolo \| + 31 s \| \| 12e \| Gianni Faresin \| Italie \| Gerolsteiner \| + 31 s \| \| 13e \| Laurent Dufaux \| Suisse \| Alessio \| + 46 s \| \| 14e \| Óscar Freire \| Espagne \| Rabobank \| + 46 s \| \| 15e \| Erik Zabel \| Allemagne \| Telekom \| + 46 s \| \| 16e \| Michele Bartoli \| Italie \| Fassa Bortolo \| + 46 s \| \| 17e \| Luca Paolini \| Italie \| Quick Step-Davitamon \| + 46 s \| \| 18e \| Javier Pascual Rodríguez \| Espagne \| iBanesto.com \| + 46 s \| \| 19e \| Frank Vandenbroucke \| Belgique \| Quick Step-Davitamon \| + 46 s \| \| 20e \| Mario Aerts \| Belgique \| Telekom \| + 46 s \| |                          |            |                               |                 |
| |                          |            |                               |                 |
| |                          |            |                               |                 |
| Classement général |                          |            |                               |                 |
| Coureur | Coureur                  | Pays       | Équipe                        | Temps           |
| 1er | Alexandre Vinokourov     | Kazakhstan | Telekom                       | 6 h 01 min 03 s |
| 2e | Michael Boogerd          | Pays-Bas   | Rabobank                      | + 4 s           |
| 3e | Danilo Di Luca           | Italie     | Saeco                         | + 4 s           |
| 4e | Davide Rebellin          | Italie     | Gerolsteiner                  | + 4 s           |
| 5e | Matthias Kessler         | Allemagne  | Telekom                       | + 4 s           |
| 6e | Francesco Casagrande     | Italie     | Lampre                        | + 6 s           |
| 7e | Michele Scarponi         | Italie     | Domina Vacanze-Elitron        | + 6 s           |
| 8e | Lance Armstrong          | États-Unis | US Postal Service-Berry Floor | DQ              |
| 9e | Ángel Vicioso            | Espagne    | ONCE-Eroski                   | + 12 s          |
| 10e | Igor Astarloa            | Espagne    | Saeco                         | + 20 s          |
| 11e | Sergueï Ivanov           | Russie     | Fassa Bortolo                 | + 31 s          |
| 12e | Gianni Faresin           | Italie     | Gerolsteiner                  | + 31 s          |
| 13e | Laurent Dufaux           | Suisse     | Alessio                       | + 46 s          |
| 14e | Óscar Freire             | Espagne    | Rabobank                      | + 46 s          |
| 15e | Erik Zabel               | Allemagne  | Telekom                       | + 46 s          |
| 16e | Michele Bartoli          | Italie     | Fassa Bortolo                 | + 46 s          |
| 17e | Luca Paolini             | Italie     | Quick Step-Davitamon          | + 46 s          |
| 18e | Javier Pascual Rodríguez | Espagne    | iBanesto.com                  | + 46 s          |
| 19e | Frank Vandenbroucke      | Belgique   | Quick Step-Davitamon          | + 46 s          |
| 20e | Mario Aerts              | Belgique   | Telekom                       | + 46 s          |

Lance Armstrong, initialement huitième, a été déclassé par l'UCI

### Classement UCI
La course attribue des points à la Coupe du monde de cyclisme sur route 2003 selon le barème suivant :
| Position           | 1er | 2e | 3e | 4e | 5e | 6e | 7e | 8e | 9e | 10e | 11e | 12e | 13e | 14e | 15e | 16e | 17e | 18e | 19e | 20e | 21e | 22e | 23e | 24e | 25e |
| Classement général | 100 | 70 | 50 | 40 | 36 | 32 | 28 | 24 | 20 | 16  | 15  | 14  | 13  | 12  | 11  | 10  | 9   | 8   | 7   | 6   | 5   | 4   | 3   | 2   | 1   |